# Istmul de la Tehuantepec

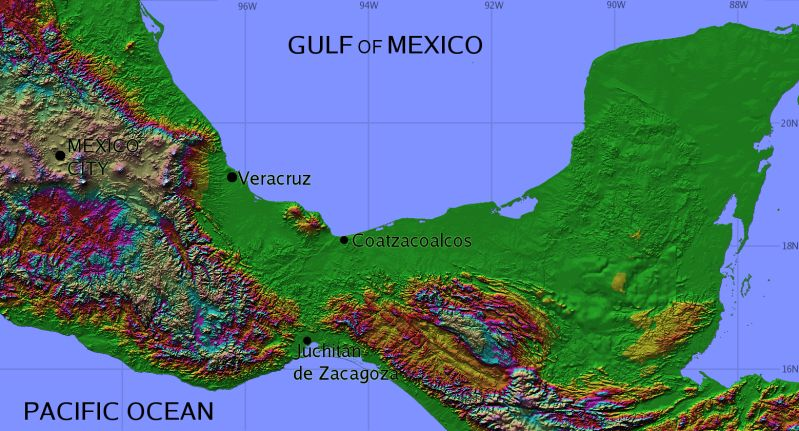
Istmul de la Tehuantepec

Istmul de la Tehuantepec este o fâșie de uscat ce aparține statului mexican. El desparte Golful Mexic de Oceanul Pacific având lățimea de 200 km. Intre anii 1888-1893 sub conducerea lui Carl von Wagner a fost construită o linie de cale ferată cu o lungime 308 km care lega cele două țărmuri. Intre anii 1899 - 1907 au fost contruite porturile  Coatzacoalcos și Salina Cruz.